# Sci di fondo ai IX Giochi asiatici invernali - Sprint maschile
La gara della sprint maschile si è svolta l'8 febbraio 2025 allo Yabuli Ski Resor di Harbin, in Cina. 

## Risultati

### Qualificazioni
| Pos | Atleta                   | Nazione       | Tempo   |
| --- | ------------------------ | ------------- | ------- |
| 1   | Wang Qiang               | Cina          | 2:56.51 |
| 2   | Saimuhaer Sailike        | Cina          | 3:02.18 |
| 3   | Ciren Zhandui            | Cina          | 3:02.32 |
| 4   | Hyuga Otaki              | Giappone      | 3:04.05 |
| 5   | Konstantin Bortsov       | Kazakistan    | 3:04.40 |
| 6   | Haruki Yamashita         | Giappone      | 3:05.11 |
| 7   | Olzhas Klimin            | Kazakistan    | 3:08.35 |
| 8   | Iliyas Issabek           | Kazakistan    | 3:08.46 |
| 9   | Li Minglin               | Cina          | 3:09.43 |
| 10  | Takatsugu Uda            | Giappone      | 3:11.05 |
| 11  | Lee Geon-yong            | Corea del Sud | 3:11.74 |
| 12  | Vladislav Kovalyov       | Kazakistan    | 3:12.91 |
| 13  | Lee Jin-bok              | Corea del Sud | 3:13.55 |
| 14  | Achbadrakh Batmunkh      | Mongolia      | 3:14.53 |
| 15  | Lee Joon-seo             | Corea del Sud | 3:16.01 |
| 16  | Shota Moriguchi          | Giappone      | 3:18.14 |
| 17  | Mark Chanloung           | Thailandia    | 3:18.42 |
| 18  | Byun Ji-yeong            | Corea del Sud | 3:19.13 |
| 19  | Zolbayar Otgonlkhagva    | Mongolia      | 3:21.43 |
| 20  | Danyal Saveh Shemshaki   | Iran          | 3:31.96 |
| 21  | Khuslen Ariunjargal      | Mongolia      | 3:32.50 |
| 22  | Thanakorn Ngoeichai      | Thailandia    | 3:34.11 |
| 23  | Tariel Zharkymbaev       | Kirghizistan  | 3:36.11 |
| 24  | Alireza Moghdid          | Iran          | 3:43.80 |
| 25  | Mahdi Tir                | Iran          | 3:49.09 |
| 26  | Thanatip Bunrit          | Thailandia    | 3:50.53 |
| 27  | Musa Rakhmanberdi Uulu   | Kirghizistan  | 3:51.98 |
| 28  | Munkhgerel Dashdondog    | Mongolia      | 3:53.93 |
| 29  | Seyed Ahmad Reza Seyd    | Iran          | 3:54.43 |
| 30  | Padma Namgail            | India         | 4:00.15 |
| 31  | Joseph James Peng        | Taipei cinese | 4:03.40 |
| 32  | Jittipat Chitmunchaitham | Thailandia    | 4:06.07 |
| 33  | Manjeet Manjeet          | India         | 4:06.55 |
| 34  | Liu Hao-En               | Taipei cinese | 4:12.08 |
| 35  | Rameez Ahmad Padder      | India         | 4:16.27 |
| 36  | Shubam Parihar           | India         | 4:18.91 |
| 37  | Liu Hao-Che              | Taipei cinese | 4:28.33 |
| 38  | Fan Ruei-Hong            | Taipei cinese | 4:36.13 |
| 39  | Tang Wei Yan             | Malaysia      | 4:53.18 |
| 40  | Muhammad Shabbir         | Pakistan      | 5:31.08 |
| -   | Samer Tawk               | Libano        | DNS     |
| -   | Marcelino Tawk           | Libano        | DNS     |

### Quarti di finale

#### Batteria 1
| Pos | Atleta                 | Tempo   |
| --- | ---------------------- | ------- |
| 1   | Wang Qiang             | 3:06.24 |
| 2   | Takatsugu Uda          | 3:06.52 |
| 3   | Lee Geon-yong          | 3:06.90 |
| 4   | Danyal Saveh Shemshaki | 3:26.85 |
| 5   | Khuslen Ariunjargali   | 3:26.93 |
| 6   | Padma Namgail          | 3:47.95 |

#### Batteria 2
| Pos | Atleta                 | Tempo   |
| --- | ---------------------- | ------- |
| 1   | Hyuga Otaki            | 3:05.68 |
| 2   | Olzhas Klimin          | 3:06.33 |
| 3   | Mark Chanloung         | 3:06.61 |
| 4   | Achbadrakh Batmunkh    | 3:09.28 |
| 5   | Alireza Moghdid        | 3:42.00 |
| 6   | Musa Rakhmanberdi Uulu | 3:49.30 |

#### Batteria 3
| Pos | Atleta             | Tempo   |
| --- | ------------------ | ------- |
| 1   | Haruki Yamashita   | 3:06.29 |
| 2   | Konstantin Bortsov | 3:06.48 |
| 3   | Shota Moriguchi    | 3:06.67 |
| 4   | Lee Joon-seo       | 3:06.73 |
| 5   | Thanatip Bunrit    | 3:41.67 |
| 6   | Mahdi Tir          | 3:42.04 |

#### Batteria 4
| Pos | Atleta                | Tempo   |
| --- | --------------------- | ------- |
| 1   | Vladislav Kovalyov    | 3:12.10 |
| 2   | Sailihaer Sailike     | 3:12.74 |
| 3   | Li Minglin            | 3:13.19 |
| 4   | Zolbayar Otgonlkhagva | 3:14.65 |
| 5   | Thanakorn Ngoeichai   | 3:33.82 |
| 6   | Seyed Ahmad Reza Seyd | 3:57.00 |

#### Batteria 5
| Pos | Atleta                | Tempo   |
| --- | --------------------- | ------- |
| 1   | Ciren Zhandui         | 3:05.37 |
| 2   | Iliyas Issabek        | 3:05.89 |
| 3   | Lee Jin-bok           | 3:07.40 |
| 4   | Byun Ji-yeong         | 3:12.21 |
| 5   | Tariel Zharkymbaev    | 3:36.51 |
| 6   | Munkhgerel Dashdondog | 3:58.99 |

### Semifinali

#### Semifinale 1
| Pos | Atleta           | Tempo   |
| --- | ---------------- | ------- |
| 1   | Wang Qiang       | 2:57.93 |
| 2   | Haruki Yamashita | 2:58.10 |
| 3   | Olzhas Klimin    | 2:58.24 |
| 4   | Hyuga Otaki      | 2:58.97 |
| 5   | Takatsugu Uda    | 3:02.53 |
| 6   | Shota Moriguchi  | 3:04.84 |

#### Semifinale 2
| Pos | Atleta             | Tempo   |
| --- | ------------------ | ------- |
| 1   | Konstantin Bortsov | 2:59.97 |
| 2   | Saimuhaer Sailike  | 3:00.87 |
| 3   | Ciren Zhandui      | 3:01.45 |
| 4   | Vladislav Kovalyov | 3:02.15 |
| 5   | Iliyas Issabek     | 3:04.36 |
| 6   | Mark Chanloung     | 3:11.32 |

### Finale
| Pos | Atleta             | Tempo   |
| --- | ------------------ | ------- |
| 1   | Wang Qiang         | 2:56.19 |
| 2   | Konstantin Bortsov | 2:58.28 |
| 3   | Saimuhaer Sailike  | 2:58.51 |
| 4   | Olzhas Klimin      | 2:58.90 |
| 5   | Hyuga Otaki        | 3:04.84 |
|     | Haruki Yamashita   | DSQ     |